# Josef Milfait
Josef Milfait (Pepek * 22. srpna 1974 Trutnov) je východočeský horolezec, pískovcový lezec, horský vůdce, lyžařský a snowboardový instruktor. Vystoupil na vrcholy dvou osmitisícovky a pěti sedmitisícovek v Pamíru a Ťan-šanu, čímž získal jako jeden z mála českých horolezců ocenění sněžný leopard.

## Kariéra
Patří do druhé skupiny horských vůdců proškolené v České asociaci horských vůdců.
- Lyžařský instruktor (licence ISIA)
- Snowboardový instruktor (licence AČS)
- Trenér alpských disciplín (licence ČSL)
- 2008: Horský vůdce (licence UIAGM)

## Hory
- 1999: Elbrus (5 642 m n. m.), Kavkaz, Rusko
- 2000: Pik Lenina (7 134 m n. m.), Pamír, první sedmitisícovka
- 2002: Chan Tengri (6 995 m n. m.), Ťan-šan
- 2002: Džengiš Čokusu (7 439 m n. m.), Ťan-šan
- 2003: Štít Korženěvské (7 105 m n. m.), Pamír, Tádžikistán
- 2003: Qullai Ismoili Somoni (7 495 m n. m.), Pamír, Tádžikistán, pátá sedmitisícovka
- 2004: Šiša Pangma (8 027 m n. m.], Himálaj, Čínská lidová republika, ze S strany, sjezd na lyžích z posledního tábora (7 500 m n. m.)
- 2005: expedice na Nanga Parbat (8 125 m n. m.), Himálaj, Pákistán, dosažená výška 7 000 m n. m.
- 2009: Čo Oju (8 201 m n. m.), Himálaj, Nepál[3]

## Pískovcové skály
Na východočeských pískovcových skalách je autorem či spoluautorem desítek prvovýstupů.